# Râul Valea Bulgăriilor
Râul Valea Bulgăriilor sau Râul Moara este un curs de apă, afluent al Gârlei Huțanilor. 

## Hărți
- Harta județului Botoșani  Arhivat în 18 iulie 2011, la Wayback Machine.